# Guineaworm
De Guineaworm (Dracunculus medinensis) is een parasitaire rondworm. De worm heeft kleine zoetwatereenoogkreeftjes als tussengastheer en een zoogdier als uiteindelijke gastheer. De worm veroorzaakt de aandoening dracunculiasis.
De volwassen vrouwtjes van deze worm behoren tot de langste parasitaire wormen die een zoogdier kunnen infecteren. Vrouwtjes van deze wormen kunnen wel 80-100 cm lang worden; zij leven in de huid van de gastheer en veroorzaken daar een blaar, vaak aan een voet of andere ledemaat.

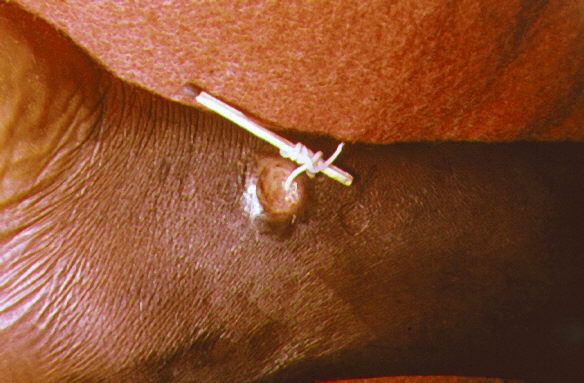
Blaar met Guineaworm die voorzichtig wordt verwijderd door op te rollen rond een luciferhoutje

## Levenscyclus
Volwassen vrouwtjes leven in de huid van het slachtoffer. Voor zij naar buiten kruipen veroorzaken ze een brandende pijn in de blaar. Als het slachtoffer de blaar in het water houdt krijgt het vrouwtje de kans om larven (het L1-stadium) die zij reeds geproduceerd heeft kwijt te raken. Deze larven zijn 0,5 tot 0,7 mm lang en 0,018 tot 0,024 mm breed; zij zijn vrijlevend en worden opgenomen door bepaalde soorten cyclopidae (eenoogkreeftjes) die in zoet water leven, voornamelijk soorten uit de geslachten Mesocyclops en Thermocyclops.
Binnen veertien dagen bij 26 °C doorloopt de larve twee volgende stadia in dit kreeftje ("watervlo") en wordt besmettelijk voor de volgende gastheer. Door ongefilterd water te drinken kan de watervlo worden ingeslikt. Die sterft spoedig in de maag, maar de besmettelijke larve boort zich door de maagwand en komt terecht in andere lichaamsholten. Daar worden de wormen volwassen en paren. Dit hele proces duurt ongeveer honderd dagen. De mannetjes blijven relatief klein en kapselen zich ergens binnen het lichaam in en sterven op den duur. Het bevruchte vrouwtje groeit door tot het formaat van een sliert spaghetti en vestigt zich in de huid van het slachtoffer en probeert via het veroorzaken van een blaar haar larven te lozen in zoet water. Hiermee is de cyclus rond.

## Bedreigde diersoort
Vooral mensen en theoretisch (onder laboratoriumomstandigheden) ook honden en katten
kunnen optreden als de uiteindelijke gastheer van deze worm. Preventie is betrekkelijk eenvoudig en goedkoop uit te voeren door de watervlooien uit het drinkwater te verwijderen met een filter van textiel, maar ook met het larvicide Abate.
Daardoor is de bestrijding van deze worm een groot succes en dreigt de guineaworm een bedreigde diersoort te worden. In de jaren voor 1986 waren er 3,5 miljoen jaarlijkse gevallen van de ziekte, in 2019 waren dat er nog maar 54.
In 2012 kondigde de voormalige Amerikaanse president Jimmy Carter van het Carter Center het spoedige uitsterven van de worm aan. Dit instituut houdt zich onder meer bezig met de bestrijding van dracunculiasis.